# رودولف فورغت
رودولف فورغت هو تاجر أسهم وسياسي كندي، ولد في 10 ديسمبر 1861 في تيربون في كندا، وتوفي في 19 فبراير 1919 في مونتريال في كندا. نشط حزبياً في حزب كندا المحافظ. وقد انتخب عضو مجلس العموم الكندي.